# Cheilinus fasciatus
Cheilinus fasciatus là một loài cá biển thuộc chi Cheilinus trong họ Cá bàng chài. Loài này được mô tả lần đầu tiên vào năm 1791.

## Từ nguyên
Tính từ định danh fasciatus trong tiếng Latinh có nghĩa là "có sọc", hàm ý đề cập đến các dải sọc trắng và xám đen xen kẽ ở hai bên thân của loài cá này.

## Phạm vi phân bố và môi trường sống

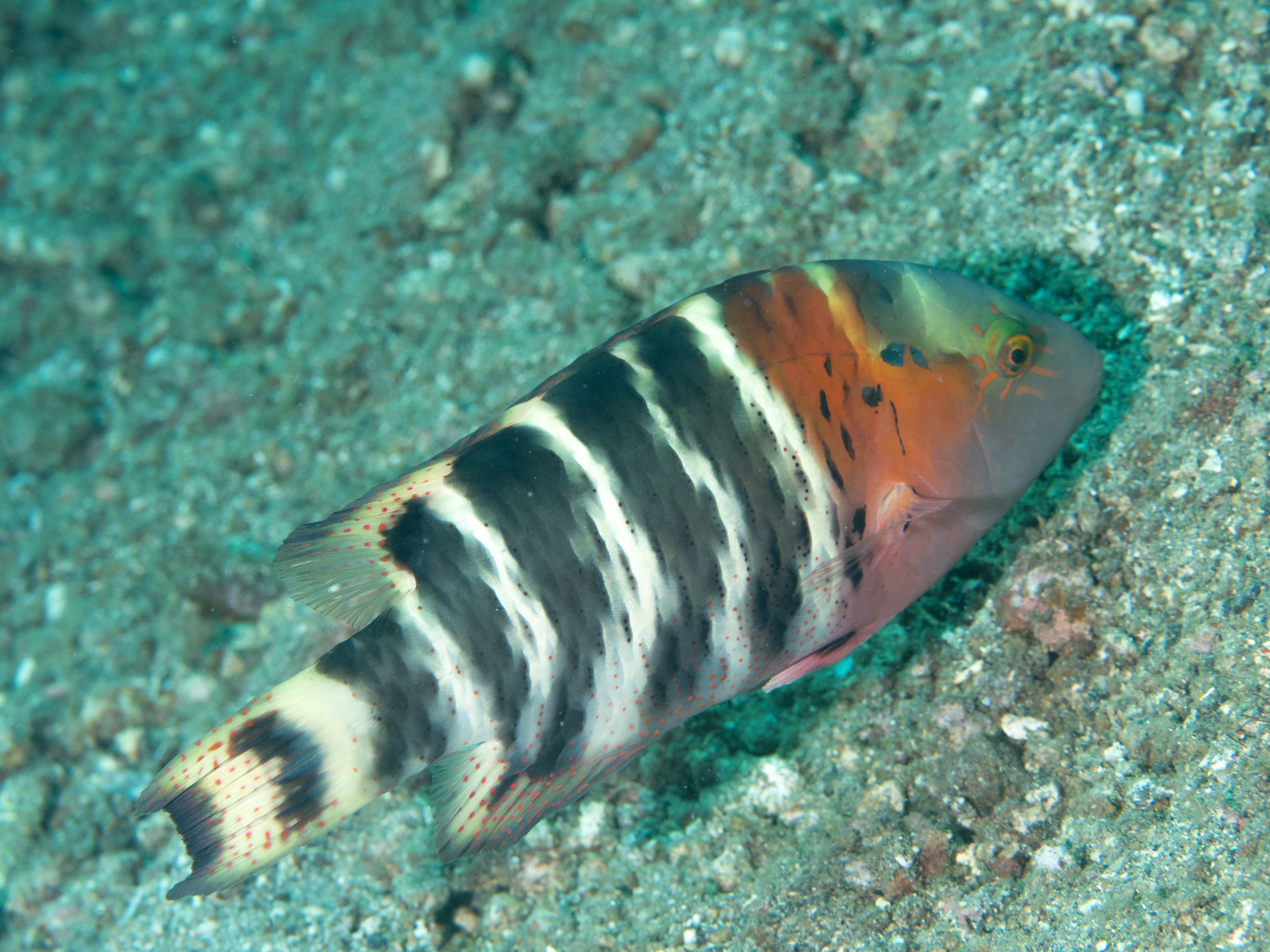
C. fasciatus

Từ bờ biển Đông Phi, C. fasciatus được phân bố rộng khắp các vùng biển thuộc khu vực Ấn Độ Dương-Thái Bình Dương, trải dài về phía đông đến quần đảo Marshall, quần đảo Samoa và Tonga, giới hạn phía bắc đến quần đảo Ryukyu (Nhật Bản), xa về phía nam đến Nouvelle-Calédonie, rạn san hô Great Barrier và hai bờ tây-đông Úc. Quần thể ở Biển Đỏ đã được xác định là của Cheilinus quinquecinctus, một loài có kiểu hình rất giống với C. fasciatus và trước đây được xem là danh pháp đồng nghĩa của C. fasciatus.
Ở Việt Nam, loài này được ghi nhận tại vịnh Nha Trang (Khánh Hòa), đảo Phú Quốc, quần đảo An Thới (Kiên Giang), Côn Đảo, bờ biển Ninh Thuận và Phú Yên, cũng như tại quần đảo Hoàng Sa và quần đảo Trường Sa.
C. fasciatus sống trên rạn viền bờ và trong đầm phá, nơi có san hô xen lẫn cát và đá vụn ở độ sâu khoảng 4–60 m; cá con có thể được tìm thấy trong thảm cỏ biển và vùng rừng ngập mặn gần các rạn san hô.

## Mô tả
Chiều dài lớn nhất được ghi nhận ở C. fasciatus là 40 cm. Chúng có bộ hàm rất chắc, hàm dưới đặc biệt nhô ra ở những cá thể trưởng thành. Mỗi hàm có hai răng nanh nằm ở phía trước.

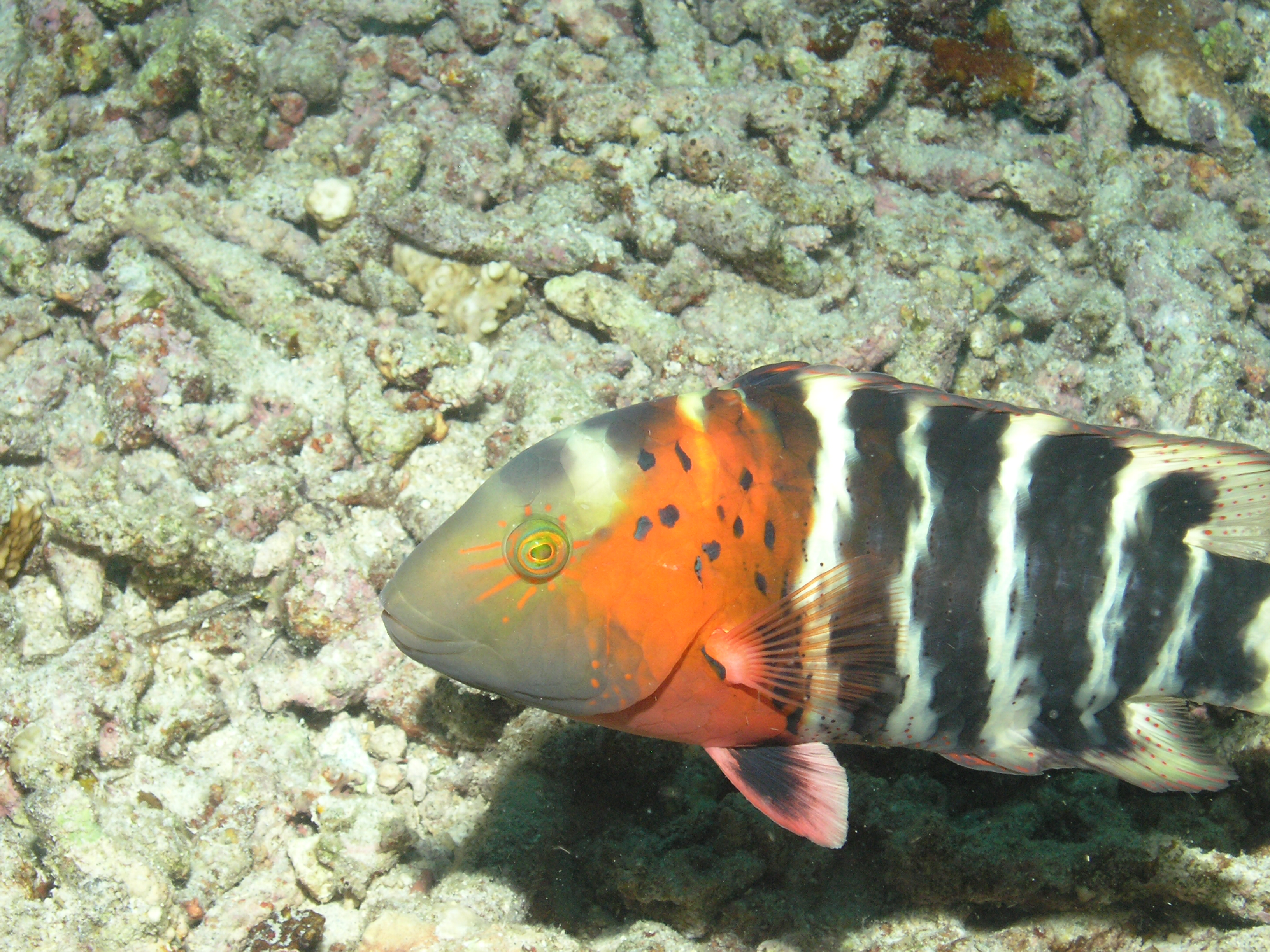
Vùng màu đỏ cam nổi bật ở thân trước của C. fasciatus

Cơ thể có các dải sọc màu nâu đen và trắng xen kẽ từ nắp mang đến vây đuôi (sọc đen thường dày hơn sọc trắng). Vùng màu đỏ cam ở thân trước từ gáy xuống ngực, lan rộng đến phía trước mắt (màu đỏ cam nhạt hơn nhiều ở cá cái). Vảy cá có các vạch đen (thấy rõ ở các dải sọc trắng).
Ở cá đực, vây đuôi của C. fasciatus phát triển hai thùy đuôi dài ở rìa trên và dưới, trong khi vây đuôi của C. quinquecinctus có răng cưa ở rìa sau, tạo thành kiểu hình "rách rưới" đặc trưng (đây là đặc điểm dễ phân biệt nhất giữa hai loài). Vùng màu đỏ cam ở thân trước của C. quinquecinctus lan rộng hơn đến giữa thân so với C. fasciatus. Thân dưới, nửa sau của vây đuôi cũng như trên vây lưng và vây hậu môn của C. fasciatus có nhiều chấm đỏ sẫm, tuy nhiên C. quinquecinctus không có bất kỳ đốm chấm nào ở những vị trí này. Xung quanh mắt của C. fasciatus có các vệt màu cam, và cũng không có ở C. quinquecinctus.
Số gai ở vây lưng: 9; Số tia vây ở vây lưng: 10; Số gai ở vây hậu môn: 3; Số tia vây ở vây hậu môn: 8; Số tia vây ở vây ngực: 12; Số gai ở vây bụng: 1; Số tia vây ở vây bụng: 5.

## Sinh thái học
Thức ăn của C. fasciatus là các loài thủy sinh không xương sống có vỏ cứng, bao gồm động vật thân mềm, động vật giáp xác và cầu gai nhờ sở hữu bộ hàm chắc khỏe.

## Thương mại
C. fasciatus được xem là một loài hải sản và cũng được nuôi làm cá cảnh ở nhiều nơi trong phạm vi phân bố của chúng.